# Fiat Argenta
La Fiat Argenta è una berlina di classe medio-alta prodotta dalla FIAT dal 1981 al 1985 ed è l'ultima vettura di grande serie a trazione posteriore costruita dalla casa torinese.

## Il contesto
Alla fine degli anni '70, l'invecchiamento della 132 (lanciata nel 1972) pone il problema alla FIAT di studiarne un'erede. Proprio per questo motivo, nel maggio 1981, viene immessa sul mercato l'Argenta. Le risorse finanziarie del gruppo Fiat, tuttavia, in quel momento erano concentrate nella progettazione di una nuova vettura del segmento B (la futura Uno), sicché non c'era la possibilità di studiare una vettura di segmento medio-superiore completamente nuova; anche perché era ormai allo studio il progetto Tipo4 in mano all'allora distaccato reparto tecnico Lancia, che darà origine alla future ammiraglie Fiat Croma, Lancia Thema e che verrà poi demandato ad altre case per gli adattamenti necessari per Saab 9000 e successivamente per l'Alfa Romeo 164. 

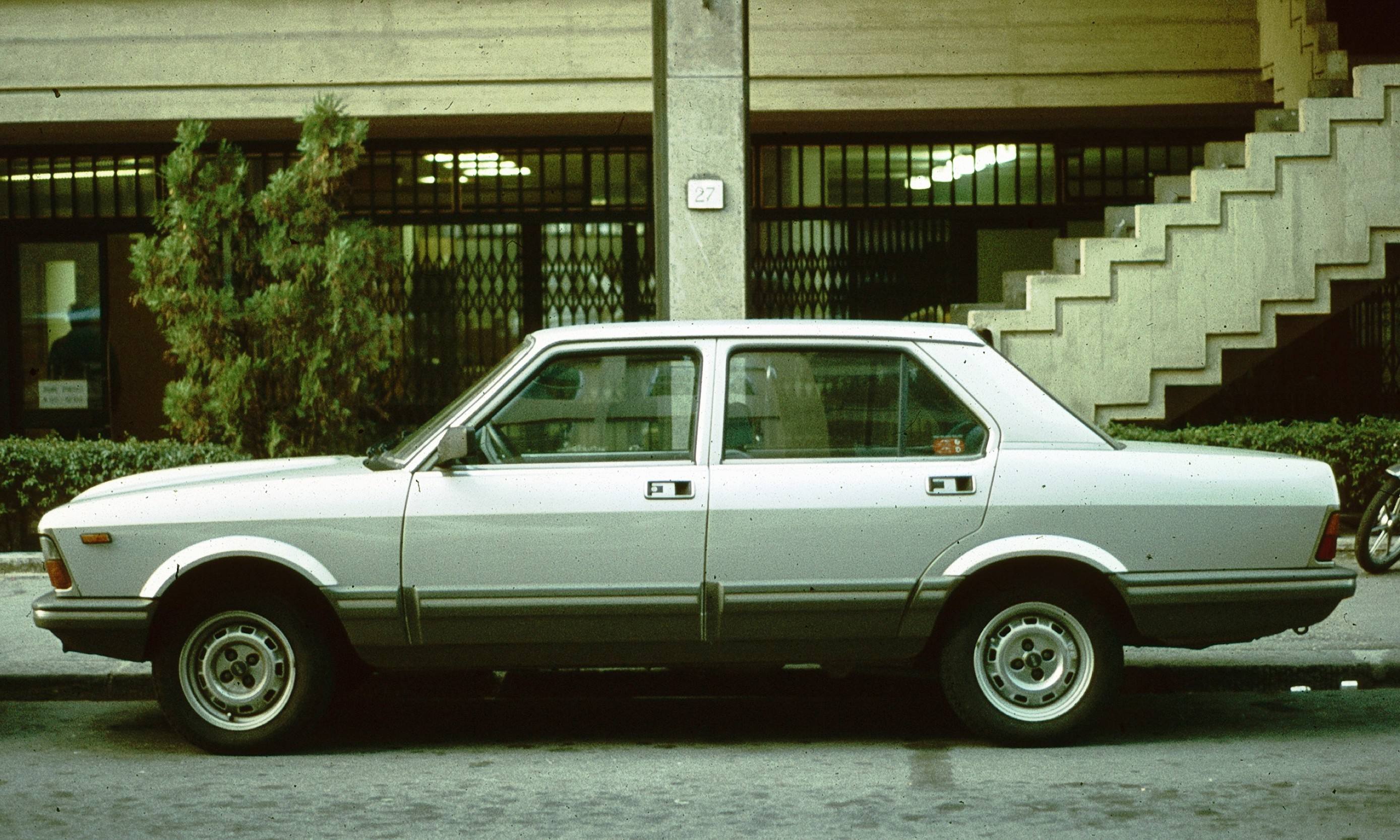
Vista laterale

Nel frattempo, quindi, si opta per un profondo restyling della 132, di cui viene conservata la struttura base (pianale, abitacolo e giroporte, dettagli estetici). Vengono invece ridisegnati frontale e coda, che risulteranno entrambi piuttosto alti e squadrati; completano l'operazione i gruppi ottici rettangolari molto ampi, i massicci paraurti e fascioni laterali in plastica, gli spessi profili lucidi e le abbondanti cornici cromate. Anche gli interni vengono completamente rivisti, con un rivestimento dei sedili di un certo tono. Integralmente ripresa dalla 132, invece, l'ormai datata meccanica a trazione posteriore, abbinata al motore situato in posizione anteriore e retrotreno ad assale rigido. La derivazione è così stretta che la sigla tipo progettuale della futura Argenta è "132-G".
All'esordio la nuova berlina, denominata Argenta in omaggio, si disse, ad Argenta Campello, giovane figlia di Maria Sole Agnelli, e disponibile nelle versioni "1600" (1585 cm³, 98 CV DIN); "2000 i.e." (1995 cm³, 122 CV DIN) e "2500 Diesel" 2445 cm³, 72 CV DIN, riconoscibile dagli altri modelli della gamma per il rigonfiamento sul cofano motore anteriore, venne accolta tiepidamente in Italia e gelidamente all'estero.
Nonostante la ricca dotazione di accessori come il servosterzo e il pannello di controllo di serie sulla "2000 i.e.", la nuova berlina Fiat risultava decisamente invecchiata in partenza, afflitta da un aspetto non entusiasmante, da una modesta tenuta di strada sul bagnato e da prestazioni per niente brillanti a fronte di consumi sostenuti.

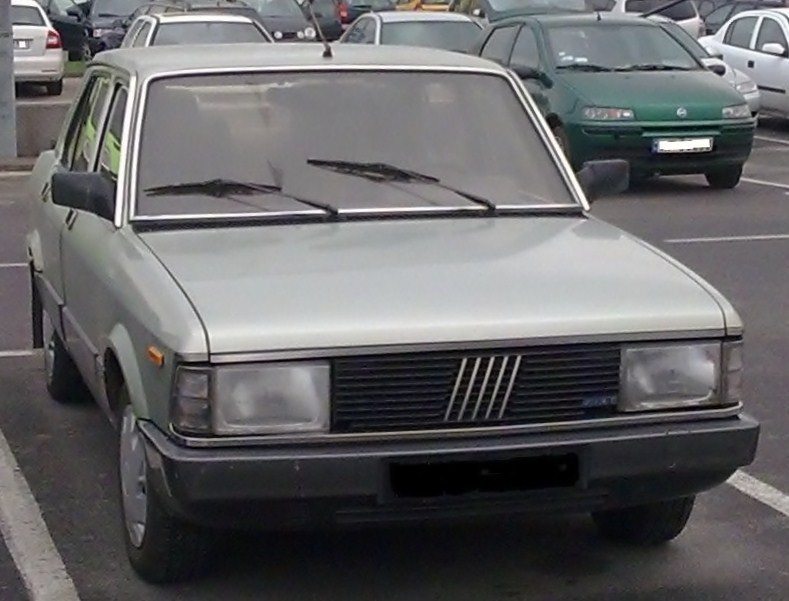
Il restyling del 1983, con la nuova mascherina che riprende il family feeling FIAT dei primi anni 1980

Nel 1983 il modello è sottoposto a restyling: il materiale plastico dei paraurti e delle fasce paracolpi laterali diventa semilucido (e privo di cornici cromate), mentre la mascherina anteriore, che incorpora il nuovo logo FIAT a 5 barre oblique, ha una differente reticolatura. Frontale, paraurti e fasce si fanno infine più squadrati. Queste modifiche hanno il merito di staccarsi stilisticamente dall'estetica della progenitrice 132 e di rendere la vettura più "importante", senza tuttavia riuscire a nascondere l'obsolescenza del progetto. La modifica maggiormente degna di nota riguarda però non tanto l'estetica, quanto la meccanica, segnatamente la geometria dell'avantreno.  Viene infatti incrementata la misura della carreggiata anteriore, con importanti risvolti per quel che riguarda le caratteristiche dinamiche della vettura. La rivista Quattroruote, in occasione delle "impressioni di guida", si chiede addirittura come mai questa variazione non sia stata adottata prima di allora.  Si registra anche il lancio di un'inedita versione turbodiesel. La nuova gamma comprende la "100" (1585 cm³, 98 CV DIN), la "110" per i mercati esteri che in pratica era una 2 litri a carburatore (1995 cm³, 113 CV), la "120 i.e." (1995 cm³, 122 CV); la "D" (2445 cm³, 72 CV) e la "Turbo D" (2445 cm³, 90 CV), prima berlina FIAT con motore a gasolio turbocompresso.
Nel giugno 1984 venne lanciata anche la "SX" ("VX" per i mercati esteri), equipaggiata col 4 cilindri bialbero di 1995 cm³ dotato di compressore volumetrico e potenza massima di 135 CV. Risultò però una mossa tardiva per sostenere un modello ormai obsoleto, che a inizio 1986 abbandonò il listino, rimpiazzato dalla Croma, una vettura completamente rinnovata.

## Motorizzazioni
| Modello   | Disponibilità        | Motore  | Cilindrata (cm³) | Potenza        | Coppia max (Nm) | Emissioni CO2 (g/km) | 0–100 km/h (secondi) | Velocità max (km/h) | Consumo medio (km/L) |
| 100       | dal 1983 al 1985     | Benzina | 1585             | 72 kW (98 CV)  | 133             | n.d                  | 12,7                 | 165                 | 10,8                 |
| 1600      | dall'esordio al 1983 | Benzina | 1585             | 72 kW (98 CV)  | 132             | n.d                  | 12,7                 | 165                 | 10,2                 |
| 120 i.e.  | dal 1983 al 1985     | Benzina | 1995             | 89 kW (122 CV) | 171             | n.d                  | 10,7                 | 175                 | 11,2                 |
| 2000 i.e. | dall'esordio al 1983 | Benzina | 1995             | 89 kW (122 CV) | 171             | n.d                  | 10,7                 | 172                 | 10,1                 |
| SX        | dal 1984 al 1985     | Benzina | 1995             | 99 kW (135 CV) | 206             | n.d                  | 9,8                  | 185                 | 10,3                 |
| D         | dall'esordio al 1985 | Diesel  | 2445             | 52 kW (72 CV)  | 147             | n.d                  | 19,2                 | 150                 | 12,3                 |
| Turbo D   | dal 1983 al 1985     | Diesel  | 2445             | 66 kW (90 CV)  | 196             | n.d                  | 13,0                 | 160                 | 13,1                 |

## Fiat Argenta all'estero
A partire dall'ottobre 1981 l'Argenta fu prodotta su licenza negli stabilimenti Zastava di Kragujevac. Nel febbraio del 1984, la Fiat fornì alle autorità cinesi 400 Argenta con motore 2 litri di colore blu scuro. Furono spedite al porto di Tientsin. All'epoca, si trattava del più alto numero di auto mai registrato in un singolo accordo di vendita tra un paese occidentale e la Cina. Il comunicato stampa affermava che erano dotate di ogni possibile caratteristica per esaltarne la robustezza e il comfort, anche su strade molto sconnesse.